# Felipe Dal Bello
Felipe Dal Bello, nato Felipe Dias da Silva Dalbelo (Guaratinguetá, 31 luglio 1984), è un ex calciatore brasiliano, di ruolo difensore.

## Biografia
Nel 2007 ha ricevuto la cittadinanza italiana per ius sanguinis, in virtù delle origini padovane di un bisnonno; in seguito, il calciatore ha avviato le pratiche per eliminare i cognomi materni "Dias da Silva" e correggere quello paterno in "Dal Bello", ripristinando così l'originaria grafia italiana. Sposato con la friulana Caterina Gobetti, con cui ha avuto una figlia, Dal Bello si è stabilito a Udine, città alla quale ha legato buona parte della sua carriera sportiva.

## Caratteristiche tecniche
Difensore centrale possente, abile nell'anticipo e negli inserimenti. Bravo di testa, possiede un buon sinistro.

## Carriera

### Club

#### Udinese
Dopo aver giocato fino a 13 anni a calcio a 5, come molti suoi connazionali, decide di dedicarsi al calcio a 11 e a 15 anni Manuel Gerolin, coordinatore degli osservatori friulani, lo porta a Udine per dargli una chance nelle giovanili dell'Udinese e valutare la sua crescita. Il 6 aprile 2003 fa il suo esordio in Serie A in Chievo Verona-Udinese (3-0) ed in questa prima stagione gioca altre 3 partite. Nel campionato successivo totalizza 16 presenze, diventando titolare nel 2004-2005, giocando 31 partite, riconfermandosi nel campionato 2005-2006 con 35 presenze complessive e l'esordio in Champions League, durante la quale segna una rete al Barcellona. All'inizio della stagione 2006-2007 viene sottoposto ad un intervento di ernia inguinale che gli impedisce di scendere in campo per diversi mesi e le presenze si riducono notevolmente. Nel 2007-2008, sempre in maglia bianconera, scende in campo 22 volte prima che una distorsione alla caviglia sinistra, con interessamento dei legamenti, lo blocchi nel finale di campionato.

#### Fiorentina
Il 28 dicembre 2009 il giocatore inizia, con il permesso dell'Udinese, gli allenamenti con la Fiorentina per la conclusione della trattativa che lo porta alla squadra gigliata in prestito oneroso di 3 milioni con diritto di riscatto prefissato a 6 milioni. Il passaggio viene ufficializzato il 2 gennaio 2010.
Fa il suo esordio in maglia viola il 6 gennaio nella vittoriosa trasferta in casa del Siena per 1-5. Con la Fiorentina esordisce anche in Champions League, nella sconfitta a Monaco contro il Bayern per 2 a 1.

#### Cesena, ritorno a Firenze e passaggio al Siena
Il 31 gennaio 2011 viene ceduto in prestito per 6 mesi al Cesena, dove per l'occasione cambia il suo cognome da Dal Belo a Dal Bello. Alla scadenza del prestito, a luglio 2011 il giocatore fa ritorno a Firenze. Fa il suo esordio stagionale il 7 aprile 2012 in occasione della vittoriosa trasferta per 2-1 contro il Milan. Il 21 agosto seguente viene nuovamente ceduto in prestito, questa volta al Siena, dove indossa la maglia numero 18. Debutta da titolare in campionato il 26 agosto nello 0-0 casalingo contro il Torino. Al termine della stagione, conclusasi con la retrocessione dei senesi, torna alla Fiorentina.

#### Parma e Inter
Il 7 luglio 2013 viene ufficializzato il suo passaggio a titolo definitivo a costo zero al Parma, con cui firma un contratto quadriennale. Il 17 agosto seguente fa il suo esordio con la maglia dei ducali, giocando da titolare nella partita di Coppa Italia Parma-Lecce (4-0). Il 25 agosto 2013 esordisce in campionato nel pareggio casalingo contro il Chievo (0-0). Segna la sua prima rete con i ducali il 14 settembre 2014, nella sconfitta casalinga contro il Milan (4-5). Il 2 febbraio 2015 il giocatore rescinde il contratto con il Parma a causa della grave crisi societaria in cui versa la società.
A partire dal 15 febbraio il giocatore, dopo aver rescisso il contratto con il Parma, si allena per dieci giorni con l'Inter in attesa del tesseramento. Il 27 febbraio il giocatore firma un contratto fino a giugno da 150.000 euro; sceglie di indossare la maglia numero 26.
Viene subito convocato per la sfida del 1º marzo contro la Fiorentina (0-1), non scendendo però in campo. Debutta con la squadra nerazzurra il 4 aprile, giocando da titolare proprio contro il Parma allo Stadio Giuseppe Meazza (1-1) risultando tra i migliori in campo. Gioca poi altre tre partite di campionato con la maglia dell'Inter rimanendo svincolato a fine stagione.

#### Ritorno all'Udinese

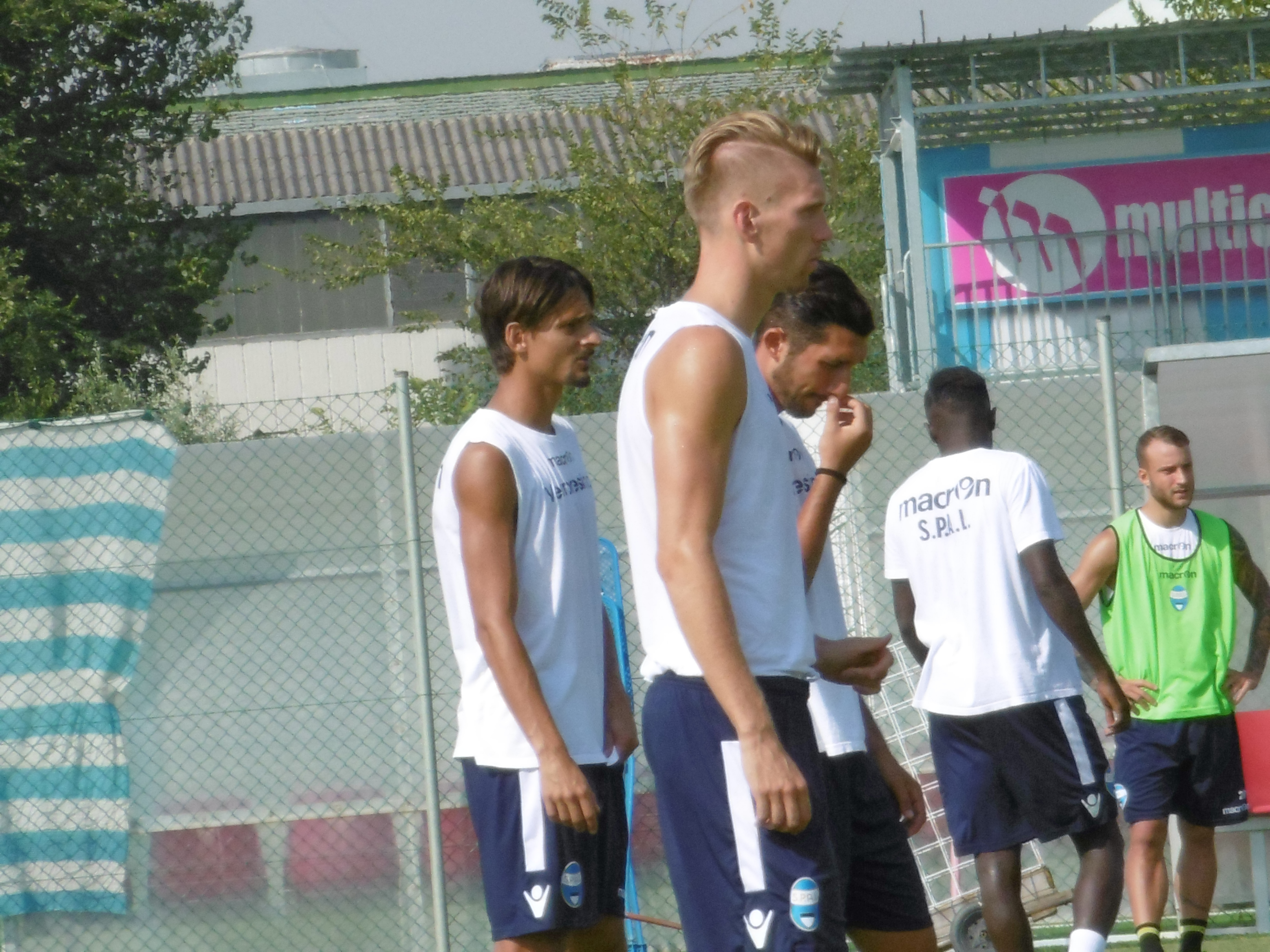
Felipe Dal Bello con Bartosz Salamon e Filippo Costa in allenamento con la Spal nel settembre 2017

Il 30 agosto dello stesso anno fa ritorno all'Udinese firmando un contratto biennale con opzione per il terzo anno.
Fa il suo esordio alla settima giornata di campionato nel pareggio interno contro il Genoa nella quale confeziona l'assist per il gol di Di Natale, segna il suo primo gol stagionale alla trentaseiesima giornata firmando il momentaneo 1-2 nella partita che terminerà poi 1-5 a favore del Torino.

#### Spal
Il 3 luglio 2017 passa a titolo definitivo alla SPAL. Il calciatore firma un contratto triennale. Sigla il suo primo gol, importantissimo ai fini della classifica, il 29 aprile 2018 nella vittoria per 1-3 sul campo dell'Hellas Verona, realizzando il momentaneo 1-2. Il 4 maggio 2019 segna la sua prima doppietta in Serie A nella vittoria contro il Chievo Verona.

#### Nei dilettanti
Il 20 febbraio 2021, dopo aver trascorso la prima parte di stagione da svincolato, viene tesserato dalla Manzanese, club friulano militante in Serie D. Il 13 luglio 2022, Felipe firmerà per un altro club di Serie D, unendosi al Torviscosa.In seguito all'esperienza con la squadra azzurra si ritirerà definitivamente dal calcio giocato. 

## Statistiche

### Presenze e reti nei club
Statistiche aggiornate al 21 maggio 2023.
| Stagione          | Squadra           | Campionato        | Campionato | Campionato | Coppe nazionali | Coppe nazionali | Coppe nazionali | Coppe europee | Coppe europee | Coppe europee | Altre coppe | Altre coppe | Altre coppe | Totale | Totale |
| Stagione          | Squadra           | Comp              | Pres       | Reti       | Comp            | Pres            | Reti            | Comp          | Pres          | Reti          | Comp        | Pres        | Reti        | Pres   | Reti   |
| ----------------- | ----------------- | ----------------- | ---------- | ---------- | --------------- | --------------- | --------------- | ------------- | ------------- | ------------- | ----------- | ----------- | ----------- | ------ | ------ |
| 2002-2003         | Udinese           | A                 | 4          | 0          | CI              | 0               | 0               | -             | -             | -             | -           | -           | -           | 4      | 0      |
| 2003-2004         | Udinese           | A                 | 16         | 0          | CI              | 3               | 0               | CU            | 0             | 0             | -           | -           | -           | 19     | 0      |
| 2004-2005         | Udinese           | A                 | 31         | 0          | CI              | 4               | 1               | CU            | 0             | 0             | -           | -           | -           | 35     | 1      |
| 2005-2006         | Udinese           | A                 | 35         | 3          | CI              | 5               | 0               | UCL+CU        | 7+3           | 1+0           | -           | -           | -           | 50     | 4      |
| 2006-2007         | Udinese           | A                 | 12         | 1          | CI              | 3               | 0               | -             | -             | -             | -           | -           | -           | 15     | 1      |
| 2007-2008         | Udinese           | A                 | 22         | 1          | CI              | 3               | 1               | -             | -             | -             | -           | -           | -           | 25     | 2      |
| 2008-2009         | Udinese           | A                 | 16         | 2          | CI              | 2               | 0               | CU            | 6             | 0             | -           | -           | -           | 24     | 2      |
| 2009-gen. 2010    | Udinese           | A                 | 3          | 0          | CI              | -               | -               | -             | -             | -             | -           | -           | -           | 3      | 0      |
| gen.-giu. 2010    | Fiorentina        | A                 | 18         | 0          | CI              | 1               | 0               | UCL           | 2             | 0             | -           | -           | -           | 21     | 0      |
| 2010-gen. 2011    | Fiorentina        | A                 | 5          | 0          | CI              | 1               | 0               | -             | -             | -             | -           | -           | -           | 6      | 0      |
| gen.-giu. 2011    | Cesena            | A                 | 7          | 0          | CI              | -               | -               | -             | -             | -             | -           | -           | -           | 7      | 0      |
| 2011-2012         | Fiorentina        | A                 | 3          | 0          | CI              | 0               | 0               | -             | -             | -             | -           | -           | -           | 3      | 0      |
| Totale Fiorentina | Totale Fiorentina | Totale Fiorentina | 26         | 0          |                 | 2               | 0               |               | 2             | 0             |             | -           | -           | 30     | 0      |
| 2012-2013         | Siena             | A                 | 34         | 0          | CI              | 1               | 0               | -             | -             | -             | -           | -           | -           | 35     | 0      |
| 2013-2014         | Parma             | A                 | 22         | 0          | CI              | 3               | 0               | -             | -             | -             | -           | -           | -           | 25     | 0      |
| 2014-feb. 2015    | Parma             | A                 | 11         | 1          | CI              | 1               | 0               | -             | -             | -             | -           | -           | -           | 12     | 1      |
| Totale Parma      | Totale Parma      | Totale Parma      | 33         | 1          |                 | 4               | 0               |               | -             | -             |             | -           | -           | 37     | 1      |
| feb.-giu. 2015    | Inter             | A                 | 4          | 0          | CI              | -               | -               | UEL           | -             | -             | -           | -           | -           | 4      | 0      |
| 2015-2016         | Udinese           | A                 | 26         | 1          | CI              | 1               | 0               | -             | -             | -             | -           | -           | -           | 27     | 1      |
| 2016-2017         | Udinese           | A                 | 32         | 1          | CI              | 1               | 0               | -             | -             | -             | -           | -           | -           | 33     | 1      |
| Totale Udinese    | Totale Udinese    | Totale Udinese    | 197        | 9          |                 | 22              | 2               |               | 16            | 1             |             | -           | -           | 235    | 12     |
| 2017-2018         | SPAL              | A                 | 30         | 1          | CI              | 0               | 0               | -             | -             | -             | -           | -           | -           | 30     | 1      |
| 2018-2019         | SPAL              | A                 | 30         | 3          | CI              | 1               | 0               | -             | -             | -             | -           | -           | -           | 31     | 3      |
| 2019-2020         | SPAL              | A                 | 15         | 0          | CI              | 1               | 0               | -             | -             | -             | -           | -           | -           | 16     | 0      |
| Totale SPAL       | Totale SPAL       | Totale SPAL       | 75         | 4          |                 | 2               | 0               |               | -             | -             |             | -           | -           | 77     | 4      |
| feb.-giu. 2021    | Manzanese         | D                 | 14+1       | 0          | -               | -               | -               | -             | -             | -             | -           | -           | -           | 15     | 0      |
| 2022-2023         | Torviscosa        | D                 | 26+1       | 1+0        | CI-D            | 1               | 1               | -             | -             | -             | -           | -           | -           | 28     | 2      |
| Totale carriera   | Totale carriera   | Totale carriera   | 408        | 15         |                 | 32              | 3               |               | 18            | 1             |             | -           | -           | 458    | 19     |